# Zuzana Slavíková
Zuzana Čisáriková Slavíková, rozená Zuzana Slavíková, (* 13. května 1965 České Budějovice) je česká herečka a moderátorka.

## Životopis
Zuzana vyrůstala v rodině herců. Jejím otcem byl herec Oldřich Slavík (1933–1996) a její matkou je herečka Ludmila Slancová-Slavíková (* 1941).
Přijímací zkoušky na práva se jí nezdařily, a tak začala pracovat v brněnském studiu Československého rozhlasu. V roce 1990 vystudovala činoherní herectví na Janáčkově akademii múzických umění v Brně. Po dokončení studia se stala členkou činohry Národního divadla v Brně.
V roce 2002 pracovala pro TV Nova, ve které moderovala pořad Nejslabší! Máte padáka!.
Roku 2007 se s rodinou odstěhovala do Prahy. Zde se dostává do angažmá Divadla pod Palmovkou.
S manželem Tomášem Čisárikem (* 1967), který je dabingový herec, zvukař a režisér, má dvě děti, syna Jakuba a dceru Barboru. Její tchyní byla herečka Anděla Čisáriková, rozená Nechvátalová (1941–2018).

## Filmografie

### Herecká filmografie
- 1976 – Pohádka z větrného lesa
- 1987 – Správná trefa
- 1991 – Vdova po básníkovi
- 1991 – Příliš mnoho dobrých úmyslů
- 1994 – Detektiv Martin Tomsa (Helena Lacinová)
- 1996 – Konec velkých prázdnin
- 1997 – Četnické humoresky – díly Svatba a Volavka (Broskvička)
- 1997 – Nevinný (Kristina Erdmannová)
- 1998 – Stromy umírají vstoje
- 2002 – Čáry báby Cotkytle aneb Tři zlaté zuby děda Vševěda (její dcera)
- 2003 – Taťka (Jana, matka Filipa)
- 2003 – Četnické humoresky – díly Doktor Smrt I. a Doktor Smrt II. (Broskvička)
- 2004 – To vánoční šturmování aneb Pokoj lidem dobré vůle (Vojtěška Ptáčková, vdova z Červené hajnice)
- 2005 – Povodeň (Dagmar)
- 2006 – Já z toho budu mít smrt (Miriam)
- 2007 – Ordinace v růžové zahradě
- 2007 – O kominickém učni a dceři cukráře (učitelka hudby)
- 2009 – Hospoda u Bílé kočky (Bety)
- 2009 – Proč bychom se netopili – díl Návrat Háčku
- 2009 – Battle (studentský film)
- 2009 – Na rozchodnou (paní Czerná)
- 2010 – Král Richard III. (divadelní záznam) (královna Alžběta)
- 2010 – Doktor od Jezera hrochů (Dutý Makarón)
- 2010 – Bludičky (vychovatelka)
- 2011 – Ostrov svaté Heleny (Magda Kůzlová)
- 2011 – 4teens (Lenka Novotná, matka Dáji)
- 2011–2012 – Vyprávěj (učitelka Eliška Melicharová)
- 2012 – Kriminálka Anděl – díl Panenka (sportovní trenérka Helena Hašková)
- 2012 – Sněžný drak (vrchní čarodějnice)
- 2012 – Okno do hřbitova (Jolana Kobosilová)
- 2013 – Kameňák 4
- 2014 – Stopy života - O život
- 2023 -  Největší dar (bohyně zimy Morena)

### Dokumentární
- 2009 – Rajské zahrady

### TV pořady
- 1998 – Nikdo není dokonalý
- 1999 – Zlatá mříž
- 2000 – Hogo fogo
- 2002–2004 – Nejslabší! Máte padáka!
- 2005 – TýTý 2004
- 2006 – Banánové rybičky – díl Volba
- 2006 – 1 proti 100

### Dabing
- 199× – TV seriál Tarzan – Lydie Denier (Jane Porter)
- 199× – TV seriál Sabrina - mladá čarodějnice – 1. série a poslední série – Caroline Rhea (Hilda)
- 199× – TV seriál Pobřežní hlídka – 6.–7. série – Gena lee Nolin (Neely)
- 199× – TV seriál Medvídci mývalové – Vanessa Lindores (Julie)
- 199× – TV seriál Baywatch Nights – Angie Harmon (Ryan McBride)
- 199× – TV film Ukradené Vánoce Tima Burtona – Susan McBride (zpravodajka)
- 199× – TV film Titanic – Catherine Zeta-Jones (Isabella Paradine)
- 199× – TV film Gulliverovy cesty – Mary Steenburgen (Mary Gulliver)
- 1991 – TV seriál Želvy Ninja – (princezna Melory)
- 1991 – TV seriál Opičí král – (princ Natča / Větříček / démonka z Bezedné sluje / jedna z pavoučic)
- 1991 – TV film Gigant Shaolinu – Tsi-Ang Chin (bordelmamá)
- 1992–1994 – TV seriál Dallas – 8.–11. série – Priscilla Presley (Jenna Wade)
- 1992 – TV film Osudová mise – Saskia Van Rijswijk (kapitánka Sheila Keelerová)
- 1993–1994 – TV seriál Knight Rider – 1. série – Catherine Hickland (Stephanie "Stevie" Masonová)
- 1993 – TV film Ztřeštění poldové – Carrie Ng (Sally)
- 1994 – TV seriál Pobřežní hlídka – 1. série – Erika Eleniak (Shauni)
- 1994 – TV film Psycho 3 – Diana Scarwid (Maureen)
- 1994 – TV film Piano – Holly Hunter (Ada McGrath – vnitřní hlas)
- 1994 – TV film Mary Poppins – Glynis Johns (paní Banksová)
- 1994 – TV film Fletch – Dana Wheeler-Nicholson (Gail Stanwyková)
- 1994 – TV film Čest rodiny Prizziů – Anjelica Huston (Maerose Prizzi)
- 1994 – TV film Amityville: Image zla – Julia Nickson-Soul (Suki)
- 1995 – TV film Záhady těla – Shannon Tweed (Claire Archer)
- 1995 – TV film Kmen Andromeda – Paula Kelly (Karen Anson)
- 1995 – TV film Klauni – Sarah Jessica Parker (Nancy Davisonová)
- 1995 – TV film Cizinka – Kathy Long (cizinka)
- 1996 – TV film Temný muž – Frances McDormandová (Julie Hastingsová)
- 1996 – TV film Sissi, osudová léta císařovny – Uta Franz (princezna Helena Bavorská / Nene)
- 1996 – TV film Chladnokrevně předložený účet – Yvonne Monlaur (Violet)
- 1999 – TV film Falešná pravda – Karen Mabey (tlumočnice ze znakové řeči + recepční v hotelu)
- 200× – TV seriál Titáni – Yasmine Bleeth (Heather Lane)
- 200× – TV seriál Pohotovost – 12. série – Laura Innes (Dr. Kerry Weaverová)
- 20xx – TV film Pod bílými plachtami: Odysea srdcí – Renan Demirkan (Calypso Panagosová)
- 200× – TV film Půlnoční míle – Susan Sarandon (Jojo Flossová)
- 200× – TV film Opravář na všechno – Julie Christie (Phyllis Mann)
- 200× – TV film Na křídlech života – Sabrina Ferilli (Rosanna Ranzi)
- 200× – TV film Milenka smrti – Julie Strain (Gayle)
- 200× – TV film Děti svého věku – Karin Viardová (Marie Dorval)
- 2000 – TV seriál Amazonka – Fabiana Udenio (Pia Claireová)
- 2001 – TV film 460 podezřelých – Jamie Lee Curtis (Rona Mace)
- 2002 – TV seriál Hříšná láska – Daniela Schmidt (Antonia)
- 2002 – TV film Krupiér – Alex Kingston (Jani de Villiers)
- 2002 – TV film Iris – Kate Winslet (mladá Iris)
- 2003 – TV film Blbec na krku – Rossy De Palma (Pauline)
- 2004 – TV film Terminátor 2: Den zúčtování – Linda Hamilton (Sára Connorová)
- 2004 – TV film Šílený rande – Molly Shannon (Audrey Bennettová)
- 2004 – TV film Scary movie 3 – Jenny McCarthy, Denise Richards (Kate, Anie)
- 2004 – TV film Muž, který zabil – Holly Hunter (Adele Easley)
- 2004 – TV film Dogville – Blair Brown (paní Hensonová)
- 2005 – TV film Život je peklo – Maggie Cheung (Emily Wang)
- 2005 – TV film Příběh tučňáků – Romane Bohringer (matka)
- 2005 – TV film Luční harfa – Piper Laurie (Dolly Talbo)
- 2005 – TV film Kouzelný kolotoč – Joanna Lumley (Ermintruda)
- 2005 – TV film Hrdinové z říše Gaja – Heidrun Bartholomäus (Susi)
- 2005 – TV film Duch z pohádky – Barbara Rudnik (Sabine Amman)
- 2005 – TV film Cesta kolem světa za 80 dní – Karen Joy Morris (generál Fangová)
- 2007 – TV film Trestanci – Starletta DuPois (Martha)
- 2007 – TV film Policajti z Rena – Wendi McLendon-Covey (strážník Clementine Johnson)
- 2008 – TV seriál Farscape – 1.–4. série – Claudia Black (Aeryn Sun)
- 2008 – TV film Vítej doma – Mo'Nique (Betty)
- 2008 – TV film Santa hledá ženu – Crystal Bernard (Beth)
- 2008 – TV film Oko – Jane E. Goold (matka holčičky na hranicích v karavanu)
- 2008 – TV film Chuť lásky – Margo Martindale (paní Maggarolianová)
- 2009 – TV seriál Moje rodina – Anne Robinson (sama sebe)
- 2009 – TV seriál Kriminálka z pobřeží – Vanessa Gray (Frances Tullyová)
- 2009 – TV film Soukromé životy Pippy Lee – Maria Bello (Suky Sarkissianová)
- 2009 – TV film Patrik - věk 1,5 – Annika Hallin (Eva)
- 2009 – TV film Gran Torino – Geraldine Hughes (Karen Kowalski)
- 2009 – TV film Danielova dcera – Laura Leighton (Cate Madighan)
- 2009 – TV film Až tak moc tě nežere – Hedy Burress, Angela Shelton (Laura – sesta Beth, Angela)
- 2010 – TV seriál Zoufalé manželky – 6.série – Drea de Matteo (Angie Bolenová)
- 2010 – TV seriál Průměrňákovi – Patricia Heaton (Frankie Hecková)
- 2010 – TV film Život po životě – Niamh Cusack (Angela, pěstounská máma)
- 2010 – TV film Po přečtení spalte – Frances McDormandová (Linda Litzkeová)
- 2010 – TV film Opravdová kuráž – Elizabeth Marvel (40letá Mattie Rossová)
- 2010 – TV film Lucky Luke – Nancy Morgan (Lotta Legsová)
- 2010 – TV film Dál než se zdálo – Christina Applegate (Corinne)
- 2010 – TV film Černý blesk – Jekatěrina Vasiljeva (Olga Andrejevna Romanceva)
- 2010 – TV film Amelia – Hilary Swank (Amelia Eathartová)
- 2011 – TV seriál Zákon a pořádek: Los Angeles – Mira Furlan, Melissa Marsala (Maria Olsenová, Deena Knightová)
- 2011 – TV seriál Transplantační jednotka – Alfre Woodard (Dr. Sophia Jordanová)
- 2011–2012 – TV seriál Rizzoli & Isles: Vraždy na pitevně – Deidrie Henry (Beatrice Senová)
- 2011 – TV seriál Polda a polda – Rachael Harris, Dana Wheeler-Nicholson, Brina Palencia (Cynthia Savage, Meredith, Krista)
- 2011–2012 – TV seriál Glee – Dot Jones (Shannon Beisteová)
- 2011 – TV seriál Kdo přežije – 14. série – Cassandra Franklin (soutěžící)
- 2011 – TV seriál Castle na zabití – 3. série – Carrie Genzel (Naomi Dahlová)[2]
- 2011 – TV film Velký skok – Loretta Devine (paní Taylorová)
- 2011 – TV film Toulavé boty – Janet McTeer (Mary Jo Walkerová)
- 2011 – TV film Skvělí chlapi – Frances McDormandová (Dean Sara Gaskellová)
- 2011 – TV film Sedmdesátá léta – Kathryn Harrold (Connie Wellsová)
- 2011 – TV film Noc hrůzy – Toni Collette (Jane Brewsterová)
- 2011 – TV film Bláznivá, zatracená láska – Beth Littleford (Claire Rileyová)
- 2012 – TV seriál Procitnutí – Laura Innes (Tricia Harperová)
- 2012 – TV seriál Newsroom – Jane Fonda (Leona Lansingová)
- 2012 – TV seriál Grimm – Nana Visitor, Judith Hoag (Melissa Wincroftová, paní Jessupová)
- 2012 – TV seriál Castle na zabití – 4. série – Penny Johnson (Kapitán Victoria Gatesová)[2]
- 2012 – TV film Titanic – Maria Doyle Kennedy (Muriel Batleyová)
- 2012 – TV film Temné stíny – Susanna Cappellaro (Naomi Collins)
- 2012 – TV film Nádherná posedlost – Agnes Moorehead (Nancy Ashfordová)
- 2012 – TV film Ladíme! – Elizabeth Banks (Gail)
- 2012 – TV film Až vyjde měsíc – Frances McDormandová (Laura Bishopová)
- 2012 – TV film Albert Nobbs – Janet McTeer (Hubert Pageová)
- 2013 – TV seriál Pro strach naděláno – 2. série – Anna Chancellor (Naděje Způsobná)
- 2013 – TV seriál Mizerná výchova – Michelle Gomez (Isobel Pickwellová)
- 2013 – TV film Pot a krev – Keili Lefkovitz (Krisztina Furtonová)
- 2013 – TV film Pavouci útočí – Melissa Brasselle (seržant Shelly Underwoodová)
- 2013 – TV film Město podnikatelů – Sherry Stringfield (Virginia Westová)
- 2013 – TV film Margaret – Jeannie Berlin (Emily)
- 2013 – TV film Muž, který se směje – Emmanuelle Seigner (vévodkyně Josiane)
- 2013 – TV film Královský víkend – Elizabeth Marvel (Missy)
- 2013 – TV film Čtyřicítka na krku – Erica Vittina Phillips, Joanne Baron (sestra na gynekologii, ředitelka základní školy)
- 2014 – TV seriál Síla lásky – 9. série – Annette Kreft, Petra Berndt (Gloria Rapp, Magdalena Murnau)
- 2014 – TV film Rosamunde Pilcher: Láska z nebes – Christine Mayn (Lilly)
- 2014 – TV film Philomena – Michelle Fairleyová, Cathy Belton (Sally Mitchellová, sestra Klára)
- 2014 – TV film Pád Bílého domu – dabing Nova – Angela Bassettová (Lynn Jacobsová)
- 2014 – TV film Komorník – Adriane Lenox (Gina)
- 2014 – TV film Katie Fforde: Stále při tobě – Ursula Karven (Alicia Charlesová)
- 2014 – TV film Fargo – Frances McDormandová (Marge Gundersonová, těhotná šerifka)
- 2014 – TV film Divergence – Kate Winslet (Jeanine Matthews)
- 2014 – TV film Dcera nejlepšího kamaráda – dabing Nova – Allison Janney (Carol)
- 2014 – TV film Byzantium – Maria Doyle Kennedy (Morag)
- 2014 – TV film Bermudská příšera – Linda Hamilton (Admirál Hansenová)
- 2015 – TV film Špión – Allison Janney (Elaine Crockerová)
- 2015 – TV film Rezistence – Kate Winslet (Jeanine Matthews)
- 2015 – TV film Mapy ke hvězdám – Julianne Moore (Havana Segrandová)
- 2015 – TV film Jupiter vychází – Tuppence Middleton (Kalique)
- 2015 – TV film Co by kdyby – Tina Fey (Wendy Altmanová)
- 2015 – film V hlavě – Smutek

### Audioknihy
- 2017 - Před pikolou za pikolou, Linda Green, Audiotéka
- 2017 - Geniální přítelkyně, Elena Ferrante, Audiotéka
- 2018 - Příběh nového jména, vydala Audiotéka

### Rozhlas
- Sami máme málo, dáváme vám přece (První dáma)
- 1987 – Anneli (Anneli)[3]
- 1994 – Zvěstování Panně Marii (Violena)
- 2004 – Hra o Janáčkovi (Gabriela Horvátová)
- 2005 – Pozdější život Panny (Matylda)
- 2007 – Cesta do Lo Ignoto (Marta)
- 2008 – Siena, jednoho deštivého dne (Marta)
- 2009 – Štít (Stachová)
- 2010 – Už to bude. Odnaučte se milovat! (Žena 1)
- 2019 Neil Simon: Apartmá v hotelu Plaza, třídílné rozhlasové zpracování (1. díl: Host z lepších kruhů, 2. díl: Host z Hollywoodu, 3. díl: Svatební hosté), Překlad: Ivo T. Havlů, hudba: Kryštof Marek, dramaturg: Martin Velíšek, režie: Dimitrij Dudík, premiéra: 29. 12. 2019, hrají: Bára Hrzánová, Igor Bareš, Jan Battěk, Andrea Elsnerová, Lucie Pernetová, Michal Dlouhý, Zuzana Slavíková, Marek Holý, Václav Kopta.[4]

## Divadlo

### Vybrané divadelní role
- JAMU

- - 1987 – Nikola Šuhaj (Tokarka)[5]
  - 1987 – Sen o revoluci. Pokus o stanovisko[6]
  - 1989 – Alelujá, dobří lidé! / aneb Klíče od ráje / (Peronella)[7]
  - 1989 – Puškin: Oněgin /sociografie/ (Taťána Larinová)[8]

- Národní divadlo Brno (Mahenovo divadlo)

- - 1987 – Cyrano z Bergeracu (Preciozka)[9]
  - 1990 – Jak se vám líbí (Celie)[10]
  - 1990 – Asanace (Renata)[11]
  - 1990 – Sicilská komedie (Tuzza)[12]
  - 1991 – Perníková chaloupka
  - 1991 – Návštěva staré dámy (Slečna Lotte)[13]
  - 1991 – Romeo a Julie (Julie) – vystupovala v alternaci s Janou Uhrovou[14]
  - 1992 – Jakub a jeho pán (Justina)[15]
  - 1993–1997 – Stromy umírají vstoje (Marta-Isabel)[16]
  - 1994 – Periférie (Anna)[17]
  - 1994–2004 – Zkrocení zlé ženy (Bianca)[18]
  - 1997–1998 – Faust I (Markétka)[19]
  - 1997–1998 – Jitřní paní (Adela)[20]
  - 1997–2005 – Rok na vsi (Anežka / Bílá macecha)[21]
  - 1997–2007 – Mnoho povyku pro nic (Margareta, komorná Héró)[22]
  - 1998 – Lucerna (mladá kněžna)[23]
  - 1998–1999 – Kozlí zpěv (Navrátilci, tuláci, bezzemci..)[24]
  - 1998–2001 – Cirkus Humberto (Alice Harweyová, nyní garder. / Alice Harweyová-Kerholcová)[25]
  - 1998–2001 – Malý princ (Liška)[26]
  - 1999 – Pohádka máje (host)[27]
  - 2000–2002 – Misantrop (Elianta)[28]
  - 2000–2002 – Champignolem proti své vůli (Anděla)[29]
  - 2001 – Hlava XXII. (Sestra Duckettová / Luciana / Tanečnice)[30]
  - 2001–2003 – Silnice (neznámá žena)[31]
  - 2001–2006 – Maryša (Maryša)[32]
  - 2001–2002 – Ithaka (Pallas Athéna, bohyně s očima sovy)[33]
  - Od 2001 – Veselé paničky windsorské (paní Pageová / Margita Pikolová)[34]
  - 2002 – Zámek (Olga)[35]
  - 2002 – Tři verze života (Ines Finidori)[36]
  - 2003–2004 – Don Carlos, infant španělský (Alžběta z Valois)[37]
  - 2004–2006 – Nebezpečné vztahy (Markýza de Merteuil)[38]
  - 2004 – Zlý duch Lumpacivagabundus[39]
  - 2004 – Past na myši (Paní Boylová)[40]
  - 2004–2007 – Dalskabáty, hříšná ves aneb Zapomenutý čert (Marijána Plajznerová, vdova po hrobaři)[41]
  - 2004–2012 – Past na myši (paní Boylová)
  - 2005–2008 – Terasa (žena z agentury)[42]
  - 2006–2007 – Figarova svatba (hraběnka)[43]
  - 2006–2007 – Matka Kuráž a její děti (Yvette Pottierová)[44]
  - 2007–2011 – Osm žen (Gábi)[45]
  - 2010 – Oldřich a Božena (Boženin hlas)[46]
  - 2010–2014 – Král Richard III. (královna Alžběta)
  - 2011–2013 – Radúz a Mahulena (Runa) – vystupovala v alternaci s Monikou Maláčovou[47]
  - Od 2013 – A pak už tam nezbyl ani jeden aneb Deset malých černoušků (Emily Brentová) – vystupuje v alternaci s Terezou Groszmannovou[48]

- Divadlo bratří Mrštíků

- - 1989 – Trojánky (Trojánka)[49]

- Zemské divadlo Brno (Divadélko Na hradbách)
  - 1991 – Perníková chaloupka[50]
- Městské divadlo Brno

- - 1994 – Obraz Doriana Graye (Lady Wottonová)[51]
  - 1995 – Romeo a Jana (Jana)[52]

- Divadlo pod Palmovkou

- - 2002–2013 – Oidipús vladař
  - 2004 – Přes přísný zákaz dotýká se sněhu (Ester)
  - 2006 – Ještě jednou, profesore (Duňaša)
  - 2007 – Smutek sluší Elektře (Kristina, žena Ezry Mannona)[53]
  - [2007–2011 – Gazdina roba (Kotlibovka, selka)[54]
  - 2007–2011 – Ať žije královna! (Alžběta)[55]
  - 2008–2012 – Přelet nad kukaččím hnízdem (vrchní sestra Ratchedová) – vystupovala v alternaci s Miroslavou Pleštilovou[56]
  - 2008 – Báječná neděle v parku Crève Coeur (Bodey) – vystupovala v alternaci s Jitkou Sedláčkovou[57]
  - 2009–2013 – Cyrano z Bergeracu (Dueňa) – vystupovala v alternaci s Jitkou Sedláčkovou[58]
  - Od 2009 – Nájemníci pana Swana aneb Peníze na cestě (Mrs. Cowper)[59]
  - Od 2010 – Mefisto (Carola Martinová)[60]
  - Od 2012 – Tramvaj do stanice Touha (Blanche)[61]
  - 2013 – Sám na dva šéfy (Dolly)[62]
  - Od 2013 – Krvavá svatba (matka)[63]
- Letní shakespearovské slavnosti
  - 2006–2007 – Othello (Emílie) – vystupovala v alternaci s Barborou Munzarovou[64]
  - 2008 – Othello (Emílie) – vystupovala v alternaci s Barborou Munzarovou[65]
  - 2010–2012 – Jindřich IV. (hospodská) – vystupovala v alternaci s Evou Salzmannovou[66]

- Divadlo Metro

- - Od 2013 – Sextet aneb Zkusíme to jinak[67]
  - Od 2014 – Play Strindberg (Alice)[68]

- Agentura Harlekýn
  - Od 2004 – S tvojí dcerou ne – vystupuje v alternaci s Dagmar Novotnou
- Divadlo pod Palmovkou (Divadlo v Řeznické)
  - 2014 – Hrabe ti? aneb Hrabal (Voni)[69]

- Divadlo pod Palmovkou (Divadlo Komedie)
  - Od 2015 – Celebrity (Helena Cooganová)[70]